# Obiteljska stranka
Obiteljska stranka (OS), politička je stranka u RH, konzervativnoga usmjerenja.

## Povijest
Obiteljska stranka osnovana je 28. veljače 2009. godine. Za prvoga predsjednika stranke izabran je Mate Knezović, 2010. godine nasljeđuje ga Ivica Relković, a od 2011. godine predsjednik je ponovno Mate Knezović. Obiteljsku stranku osnovali su ljudi koji dosad nisu aktivnije djelovali u političkim strankama. Međutim riječ je o osobama koje su bile društveno angažirane u drugim područjima, posebno u udrugama i građanskim inicijativama, pa im politički prostor nije nepoznat. Obiteljska stranka nije se u prvoj godini rada pojavila na izborima, nego je svoje članstvo i suradnike motivirala na nesebično sudjelovanje u građanskoj inicijativi "More je kopno", odnosno prikupljanju potpisa za referendum o hrvatsko-slovenskom razgraničenju. Na Drugome saboru Obiteljske stranke, 13. ožujka 2010. godine, izabrano je vodstvo, kojemu je povjerena priprema stranke za sljedeće parlamentarne izbore.
Obiteljska stranka temelj svojeg programa ima u sustavu sveopćih, trajnih vrednota, koje su u jedinstvenu cjelinu oblikovane baštinjenjem najviših civilizacijskih dosega grčke, rimske i judeokršćanske misli.
Sustav i hijerarhiju vrednota, načela i vrijednosti koje zagovaraju ne doživljavaju "kao puko sredstvo afirmiranja stranke, osiguravanja potpore građana, pa i zadobivanja vlasti, već kao nužnost u borbi za očuvanje i razvitak čovjeka i svega što ga okružuje", stoji u programskim odrednicama Stranke.

## Temeljna načela
1. OS je stranka koja se temelji na vrijednosnom sustavu koji se prepoznaje po tome što čovjeka promatra kao najveću društvenu vrednotu. Svaka je osoba neponovljiva i vrijedna jednakog dostojanstva, ali svako ponašanje nije nužno dolično čovjeka. Svaki čovjek je slobodan, ali i odgovoran u svojoj slobodi. Prava i dužnosti uzajamno su povezane.
2. Ljudski život započinje začećem i on je neprocjenjiv i neponovljiv. Svaki čovjek zaslužuje začeće u ljubavi i dostojanstvu. Svaka je osoba vrijedna jednakoga dostojanstva bez obzira na okolnosti začeća. OS se protivi svakomu nenaravnom prekidu ljudskoga života.
3. Brak je zajednica muškarca i žene i temelj obitelji te ga država i društvo promiču i štite.
4. Obitelj je temeljna društvena zajednica i pod posebnom je državnom zaštitom. Obitelj je prvo prirodno društvo u kojem se izgrađuje slobodna i odgovorna osoba u široj zajednici. Svatko ima obitelj, jer svatko ima roditelje.
5. Odgoj je djece pravo roditelja koje mogu djelomično prenijeti na društvene institucije. Roditelji imaju dužnost, pravo i slobodu samostalno odlučivati o odgoju djece.
6. Dom je nepovredivo mjesto osobnoga i obiteljskoga života, dostojanstva, ugleda i časti. Privatnost života, obitelji, doma i prepiske posebno su zaštićeni.
7. Ljudski je rad stvaralaštvo i napor. Rad treba vrednovati pravednom i redovitom plaćom, dostatnom za osiguranje životnog standarda dostojna čovjeka i njegove obitelji. Dostojanstvo rada podrazumijeva i dostojanstvo odmora.

## Dosadašnji predsjednici
- Mate Knezović, (2009. – 2010.)
- Ivica Relković, (2010. – 2011.)
- Mate Knezović (2011. - )

## Vanjske poveznice
- Službena internetska stranica Obiteljske stranke  Arhivirana inačica izvorne stranice od 9. kolovoza 2018. (Wayback Machine)